# شوغر ماتئوسیان
شوغر هراندی ماتئوسیان (Շողեր Հրանտի Մաթևոսյան؛ زادهٔ ۲۴ سپتامبر ۱۹۶۳) یک سیاستمدار و روزنامه‌نگار اهل ارمنستان است که از تاریخ ۱۹۹۵ تا تاریخ ۱۹۹۹ سمت نمایندگی دوره اول مجلس ملی جمهوری ارمنستان را برعهده داشت.

## زندگی‌نامه
در ۲۴ سپتامبر ۱۹۶۳ در ایروان به دنیا آمد و از فارغ‌التحصیل شد. وی دختر هراند ماتئوسیان و همسر لوون زورابیان می‌باشد